# Sex Pistols
Sex Pistols a fost o trupă punk rock engleză, care a luat naștere la Londra în 
1975.
Formația s-a numit inițial "The Strand", apoi "The Swankers" și după ce Malcom McLaren (co-proprietarul magazinului de anti-modă SEX din cartierul londonez Chelsea) le-a devenit manager, "The Sex Pistols".
Primul lor contract cu o casă de discuri a fost cu EMI. Dar scandalurile (de ex. în cadrul unui program la BBC, transmis în direct, Johnny Rotten a înjurat de mai multe ori) i-a pus într-o situație tensionată față de EMI. Cînd la aeroportul Heathrow în drum spre Amsterdam, unde urmau să aibă niște concerte, formația a creat un scandal scuipându-se unii pe alții și înjurând 
angajații aeroportului, EMI le-a desfăcut contractul două zile mai târziu.
Al doilea contract a fost cu A&M Records (contract desfăcut după șase zile deoarece Sid Vicious a vomitat pe biroul directorului la o petrecere ținută în incinta casei de discuri).
Ultimul contract muzical din 2011 este cu studioul de înregistrări Virgin Records.
Concertele la clubul "Paradiso" din Amsterdam au fost ultimele cu Matlock, care a părăsit trupa în februarie 1977. Potrivit zvonurilor a fost dat afară că îi plăceau The Beatles". Jones a spus că a fost dat afară pentru că își spăla picioarele prea des, dar Matlock însuși spune că a plecat din cauza conflictelor cu Johnny Rotten.

## Anarchy in the UK
Primul lor single l-au scos pe 26 noiembrie 1976. 
Pe topul oficial britanic a ajuns pe locul 38.
Când Matlock a fost înlocuit cu Sid Vicious (Simon  John Ritchie), fost basist al formațiilor Siouxsie & the Banshees și The Flowers of Romance, formația era deja mai cunoscută datorită scandalurilor decât datorită muzicii lor.
Sid Vicious a debutat în formație la un concert pe data de 3 aprilie 1977.

### God Save the Queen
Al doilea single, "God Save the Queen", a ieșit pe 27 mai 1977. Cântecul a fost interzis de BBC.
Single-ul a ajuns pe locul 1 în revista NME, și pe locul doi în topul oficial britanic.

### Never Mind the Bollocks
Never Mind the Bollocks a ieșit pe data de 28 octombrie 1977. 
A fost bineînțeles scandal din cauza numelui.
Ultimul concert al formației în Marea Britanie a avut loc la clubul Ivanhoe's din Huddersfield, la 25 decembrie 1977, unde au cântat un matineu și un concert seara, ambele în beneficiul pompierilor care se aflau în grevă.

### Turneul în SUA
În ianuarie 1978 Sex Pistols au început un turneu în SUA, în special în statele din sud.
Pe 17 ianuarie 1978 Rotten a anunțat că a părăsit Sex Pistols.
Sex Pistols au continuat pentru scurt timp cu Cook, Jones și Vicious.

## Discografie

### Album de studio
- Never Mind the Bollocks, Here's the Sex Pistols (28 octombrie 1977) # 1 Marea Britanie, # 106 SUA Platină

### Single-uri
- - 26 noiembrie 1976 - "Anarchy in the UK" # 38 Marea Britanie
  - 27 mai 1977 - "God Save the Queen" # 2 Marea Britanie
  - 2 iulie 1977 - "Pretty Vacant" # 6 Marea Britanie, # 93 SUA
  - 15 octombrie 1977 - "Holidays in the Sun" # 8 Marea Britanie
  - 30 iunie 1978 - "No One Is Innocent" # 6 Marea Britanie
  - 9 februarie 1979 - "Something Else" # 3 Marea Britanie
  - 30 martie 1979 - "Silly Thing" # 6 Marea Britanie
  - 22 iunie 1979 - "C'mon Everybody" # 3 Marea Britanie
  - 18 octombrie 1979 - "The Great Rock 'n' Roll Swindle" # 21 Marea Britanie
  - 4 iunie 1980 - "(I'm Not Your) Steppin' Stone" # 21 Marea Britanie

## Filme
- Sex Pistols Number One (Julien Temple, 1976)
- The Great Rock 'n' Roll Swindle (Julien Temple, 1979)
- The Punk Rock Movie (Don Letts, 1979)
- DOA (Lech Kowalski, 1981)
- Sid and Nancy (Alex Cox, 1986).
- Sid's Gang (Andrew Mcleigh, 1999).
- The Filth and the Fury (Julien Temple, 2000)
- Blood on the Turntable: The Sex Pistols (Steve Crabtree, 2004) (documentar BBC)